# Haplochromis sphex
Haplochromis sphex är en fiskart som beskrevs av Ter Huurne och Witte 2010. Haplochromis sphex ingår i släktet Haplochromis och familjen Cichlidae. IUCN kategoriserar arten globalt som akut hotad. Inga underarter finns listade i Catalogue of Life.